# 杨柳井乡
杨柳井乡，是中华人民共和国云南省文山壮族苗族自治州广南县下辖的一个乡镇级行政单位。

## 行政区划
杨柳井乡下辖以下地区：
杨柳井村、西洋村、普弄村、骂然村、宝月关村、海子村、扣来村、石笋村、龙哈村和阿用村。